# Хеккельберг-Брунов
Хеккельберг-Брунов (нем. Heckelberg-Brunow) — община в Германии, в земле Бранденбург.
Входит в состав района Меркиш-Одерланд. Подчиняется управлению Фалькенберг-Хёэ. Население составляет 749 человек (на 31 декабря 2010 года). Занимает площадь 35,41 км².
Коммуна подразделяется на 2 сельских округа.
| Численность населения (по годам) | Численность населения (по годам) | Численность населения (по годам) | Численность населения (по годам) | Численность населения (по годам) | Численность населения (по годам) | Численность населения (по годам) | Численность населения (по годам) | Численность населения (по годам) | Численность населения (по годам) |
| 1910                             | 1939                             | 1946                             | 1950                             | 1971                             | 1990                             | 1995                             | 2000                             | 2001                             |                                  |
| -------------------------------- | -------------------------------- | -------------------------------- | -------------------------------- | -------------------------------- | -------------------------------- | -------------------------------- | -------------------------------- | -------------------------------- | -------------------------------- |
| 732                              | ▼694                             | ▲782                             | ▲912                             | ▼746                             | ▼633                             | 633                              | ▲694                             | ▲888                             |                                  |
| 2005                             | 2010                             | 2011                             | 2012                             | 2013                             | 2014                             | 2015                             | 2016                             | 2017                             |                                  |
| ▼863                             | ▼749                             | ▼697                             | ▲699                             | ▼694                             | ▼681                             | ▼668                             | ▼665                             | ▼659                             |                                  |

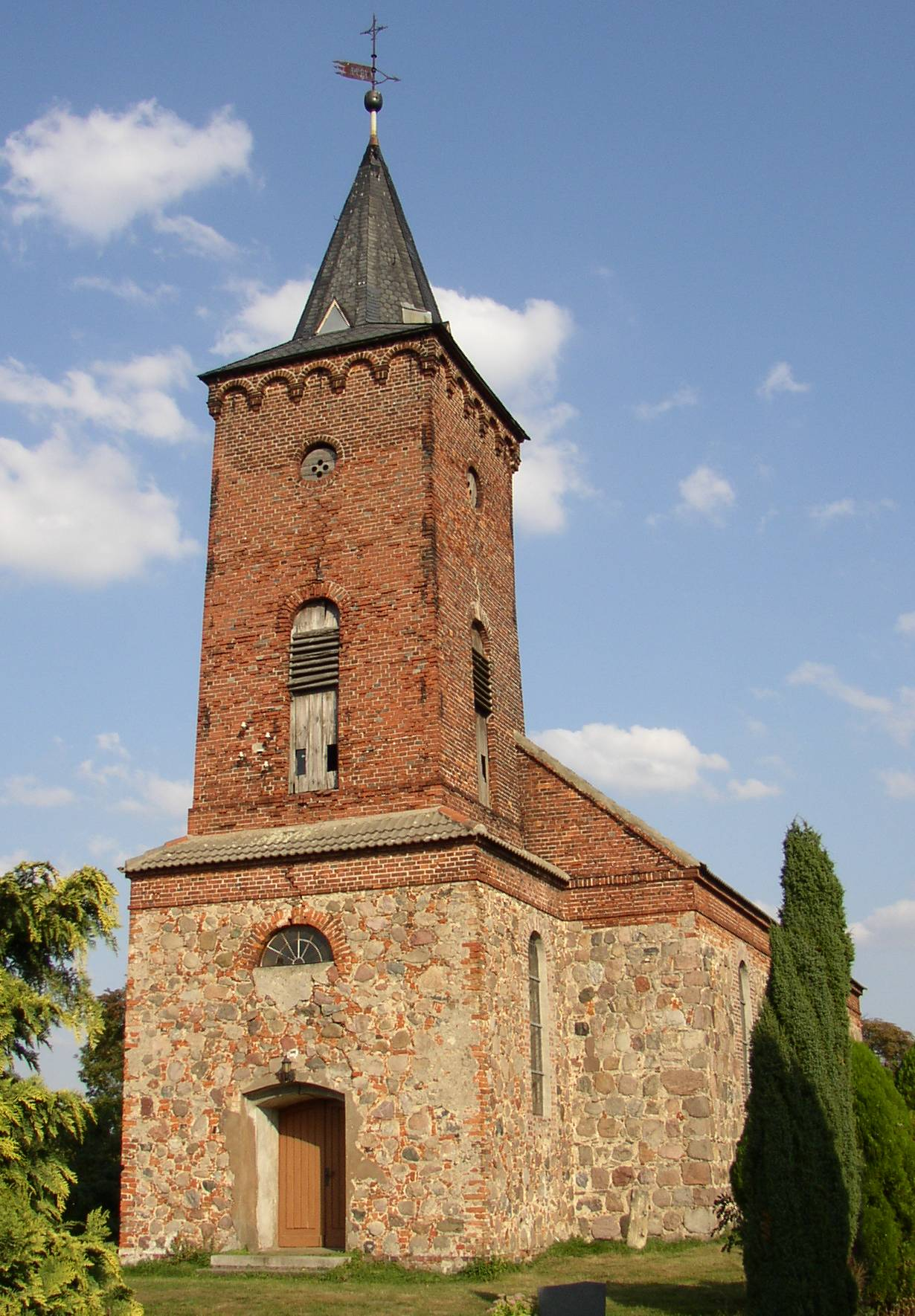
Хеккельберг-Брунов
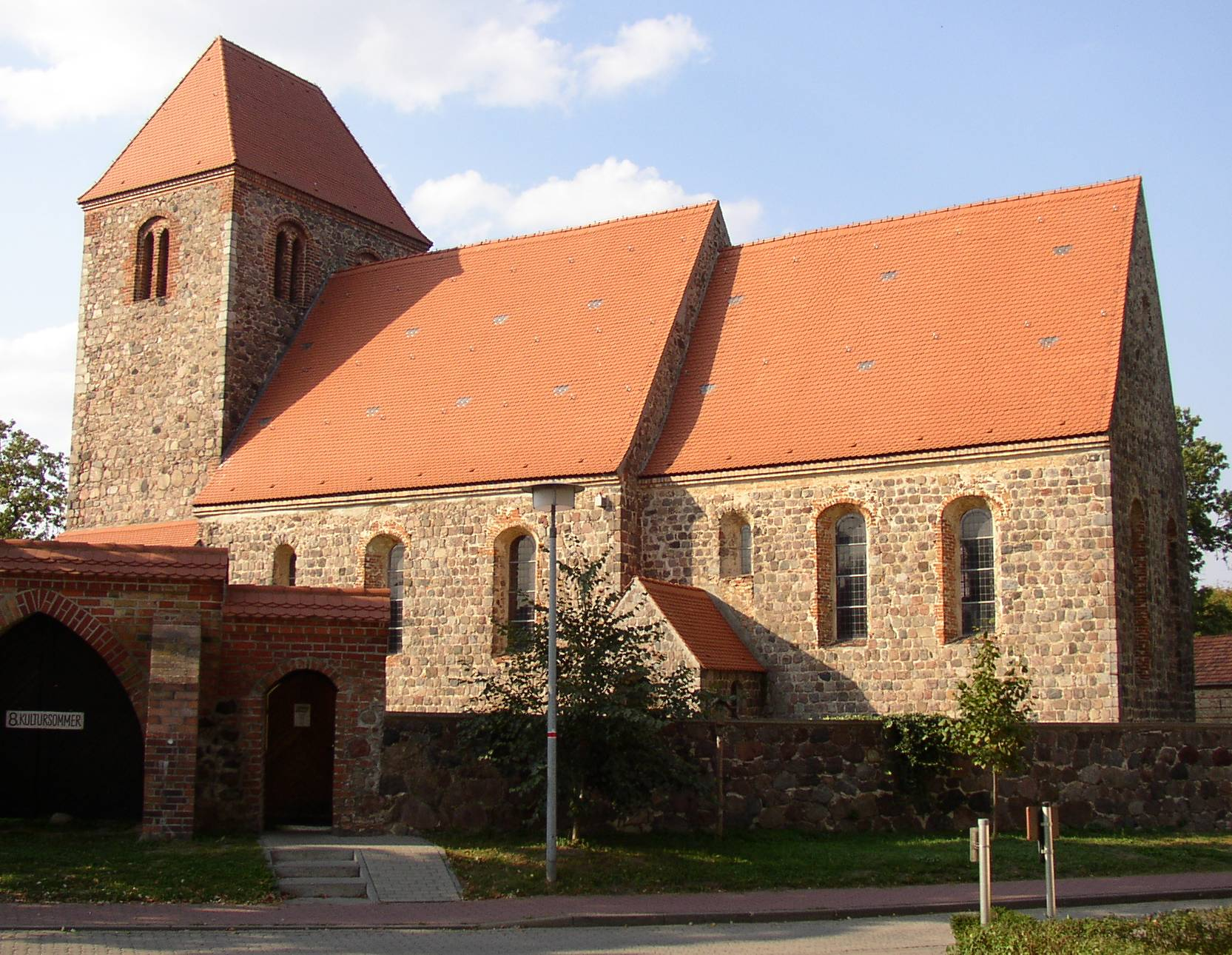
Хеккельберг-Брунов